# Quattuor novissima

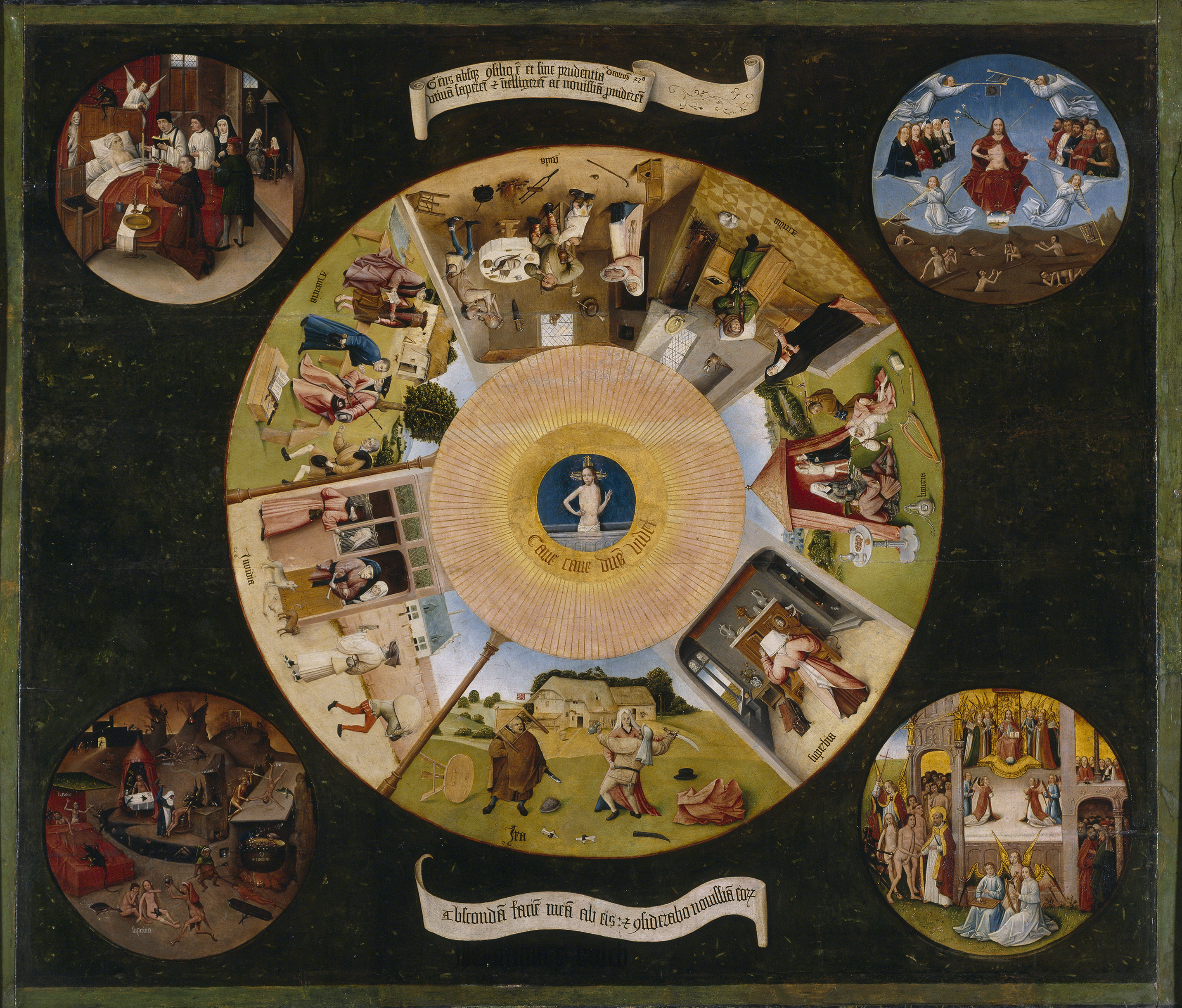
Ієронім Босх - Сім смертних гріхів і чотири останні речі

Quattuor novissima (дослівно з лат. — чотири останні речі) — це термін, що використовується в християнській есхатології для позначення чотирьох важливих аспектів життя, які відбуваються після смертності. Ці аспекти включають смерть, Страшний суд, пекло і рай.

## Теологія
Апостольський символ віри також згадує останні речі, хоча в іншому порядку і без прямої згадки про пекло. У другому артикулі віри, що стосується Ісуса Христа, сказано "Розп'ятий, помер і був похований, і зійшов до мертвих. Третього дня воскрес; вознісся на небо; [...] звідки прийде судити живих і мертвих". Наприкінці символу віри сповідується віра у воскресіння мертвих і вічне життя.
Катехизм Католицької Церкви розглядає останні речі у наступному порядку:
- Страшний суд
- Небеса
- Остаточне очищення — чистилище
- Пекло
- Страшний суд
- Надія на нове небо і нову землю.